# Action Man (serie animata 2000)
Action Man è una serie animata 3D prodotta dalla Mainframe Entertainment in collaborazione con Saban Entertainment nel 2000 e basata sui giocattoli Gig e Hasbro Action Man.

## Episodi

### Prima stagione
| nº | Titolo originale           | Titolo italiano | Prima TV originale | Prima TV Italia |
| -- | -------------------------- | --------------- | ------------------ | --------------- |
| 1  | Competitive Edge           |                 | 5 agosto 2000      |                 |
| 2  | Building the Perfect Beast |                 | 12 agosto 2000     |                 |
| 3  | Grey Areas                 |                 | 19 agosto 2000     |                 |
| 4  | Storm Front                |                 | 26 agosto 2000     |                 |
| 5  | Gremlin in the Gears       |                 | 2 settembre 2000   |                 |
| 6  | Double Vision              |                 | 9 settembre 2000   |                 |
| 7  | Into the Abyss             |                 | 16 settembre 2000  |                 |
| 8  | Out of the Shadows         |                 | 23 settembre 2000  |                 |
| 9  | Lost in the Funhouse       |                 | 30 settembre 2000  |                 |
| 10 | The Hereafter Factor       |                 | 28 ottobre 2000    |                 |
| 11 | Cold War                   |                 | 4 novembre 2000    |                 |
| 12 | Swarm: Part 1              |                 | 11 novembre 2000   |                 |
| 13 | Swarm: Part 2              |                 | 18 novembre 2000   |                 |

### Seconda stagione
| nº | Titolo originale          | Titolo italiano | Prima TV originale | Prima TV Italia |
| -- | ------------------------- | --------------- | ------------------ | --------------- |
| 1  | Green Thoughts            |                 | 26 febbraio 2001   |                 |
| 2  | Thirst                    |                 | 2 maggio 2001      |                 |
| 3  | Ground Zero               |                 | 3 maggio 2001      |                 |
| 4  | Tower of Power            |                 | 4 maggio 2001      |                 |
| 5  | Rumble: Part 1            |                 | 11 maggio 2001     |                 |
| 6  | Rumble: Part 2            |                 | 18 maggio 2001     |                 |
| 7  | Search and Destroy        |                 | 25 maggio 2001     |                 |
| 8  | The Triton Factor         |                 | 22 giugno 2001     |                 |
| 9  | Mann's Best Friend        |                 | 26 giugno 2001     |                 |
| 10 | Mann Hunt                 |                 | 27 luglio 2001     |                 |
| 11 | Tangled Up in Green       |                 | 10 agosto 2001     |                 |
| 12 | The Ultimate Doom: Part 1 |                 | 17 agosto 2001     |                 |
| 13 | The Ultimate Doom: Part 2 |                 | 21 agosto 2001     |                 |